# Bene Israel
Bene Israel (Hebraisk: "Sønner af Israel") er betegnelsen for en etnisk gruppe af jøder, der i 1800-tallet migrerede fra landområder og mindre byer i det vestlige Maharashtra i Indien til nærliggende større byer, først og fremmest Mumbai (Bombay), men derudover også til Pune, Ahmadabad samt Karachi (under den senere deling af Indien, som afsluttede kolonitiden, blev Karachi en del af Pakistan). Bene Israel udgjorde både før og efter disse migrationsbølger den største jødiske befolkningsgruppe på det indiske subkontinent, ligesom de udgør hovedparten af dem, som ofte under en samlet betegnelse kaldes for pakistanske jøder. Modersmålet for Bene Israel-gruppen er Judæo-Marathi, en underkategori inden for Marathi-sproggruppen. Hovedparten af Bene Israel-gruppen er i dag emigreret til Israel.
- En side fra en Haggada shel Pesach i Judæo-Marathi, trykt i Mumbai, 1890
- Synagoge i Pen, Indien
- Bene Kirkegård, Mombai